# Bela (Sarlahi)
Bela – gaun wikas samiti w środkowej części Nepalu  w strefie Dźanakpur w dystrykcie Sarlahi. Według nepalskiego spisu powszechnego z 2001 roku liczył on 677 gospodarstw domowych i 4078 mieszkańców (2009 kobiet i 2069 mężczyzn).